# كفر جمصة
قرية كفر جمصة هي إحدى القرى التابعة لمركز الزقازيق في محافظة الشرقية في جمهورية مصر العربية. حسب إحصاءات سنة 2006، بلغ إجمالي السكان في كفر جمصة 1498 نسمة، منهم 786 رجل و712 امرأة.